# بوب نيل
بوب نيل (بالإنجليزية: Bob Neill)‏ هو سياسي بريطاني، ولد في 24 يونيو 1952 في المملكة المتحدة. حزبياً، نشط في حزب المحافظين.

## مناصب
- في 2006 Bromley and Chislehurst by-election [الإنجليزية]‏، انتخب عضو برلمان المملكة المتحدة الـ54 عن دائرة بروملي وشايلهورست وقد انضم خلال فترته النيابية ‏ (30 يونيو 2006 – 12 أبريل 2010) للكتلة البرلمانية حزب المحافظين.
- في انتخابات المملكة المتحدة لعام 2010، انتخب عضو برلمان المملكة المتحدة الـ55 عن دائرة بروملي وشايلهورست وقد انضم خلال فترته النيابية ‏ (6 مايو 2010 – 30 مارس 2015) للكتلة البرلمانية حزب المحافظين.
- في الانتخابات العامة في المملكة المتحدة 2015، انتخب عضو برلمان المملكة المتحدة الـ56 عن دائرة بروملي وشايلهورست وقد انضم خلال فترته النيابية ‏ (8 مايو 2015 – 3 مايو 2017) للكتلة البرلمانية حزب المحافظين.
- في الانتخابات التشريعية البريطانية 2017، انتخب عضو برلمان المملكة المتحدة الـ57 عن دائرة بروملي وشايلهورست وقد انضم خلال فترته النيابية ‏ (8 يونيو 2017 – ) للكتلة البرلمانية حزب المحافظين.

## وصلات خارجية
- الموقع الرسمي